# Parque Estadual Real de Belum
Parque Estadual Real de Belum é uma reserva natural protegida localizada na província de Perak, Malásia. Possui uma área total de 290.000 hectares, divididas em duas seções. A seção superior cobre 117.500 hectares de florestas tropicais próximo a fronteira Tailândia-Malásia. Essas florestas contínuas formam o complexo florestal Belum-Temengor. A reserva foi criada em 2003, e no mesmo ano recebeu o título real dado pelo sultão de Perak, Azlan Shah. É a terceira maior área protegida da Malásia, ficando atrás apenas do Parque Nacional Taman Negara com 434.351 ha e do Parque Nacional Crocker Range com 139.919 ha.